# Lampertice
Lampertice (deutsch Lampersdorf) ist eine Gemeinde in Tschechien. Sie liegt zwölf Kilometer nördlich von Trutnov (Trautenau) und gehört zum Okres Trutnov.

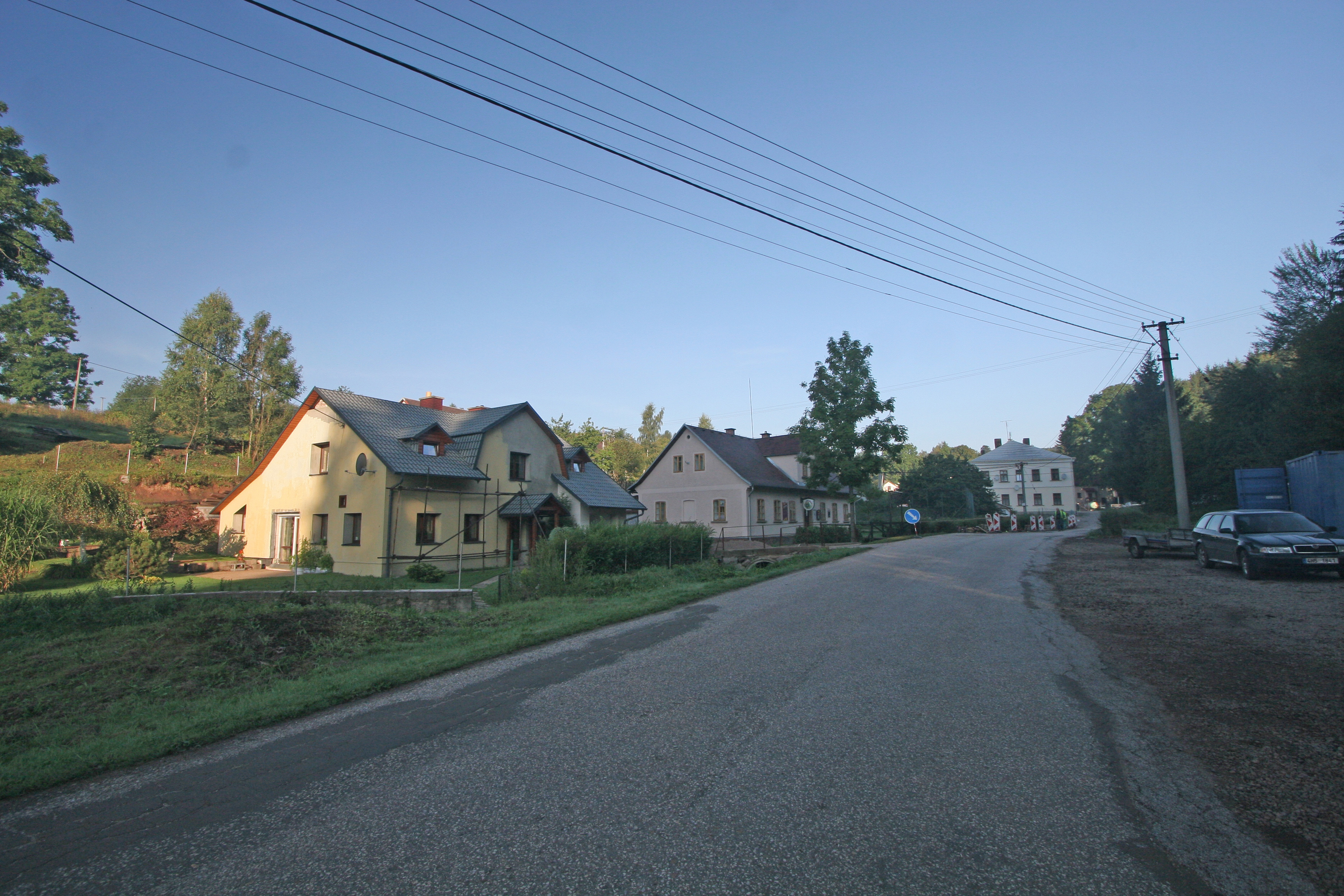
Ortsansicht (2004)

## Geographie
Lampertice liegt drei Kilometer östlich von Žacléř (Schatzlar) zwischen dem Rabengebirge und dem Rehorngebirge. Es wird über eine Seitenstraße erreicht, die von Bernsdorf (Bernartice) nach Žacléř verläuft. Höchste Erhebung ist östlich der 881 m hohe Spitzberg (Špičák).
Nachbarorte sind Královec (Königshan) im Norden, Bernartice u Trutnova (Bernsdorf) und Bečkov (Potschendorf) im Südosten, Zlatá Olešnice (Goldenöls) im Süden, Křenov (Krinsdorf) im Südwesten und Žacléř im Westen. Jenseits der Grenze zu Polen, das über den Grenzübergang Královec–Lubawka erreicht wird, liegen im Norden Lubawka (Liebau) und im Nordwesten Niedamirów (Kunzendorf) und Opawa (Oppau).

## Geschichte
Lampersdorf, das zum altböhmischen Königgrätzer Kreis gehörte, wurde urkundlich erstmals 1521 als Lampertice erwähnt. Es wird vermutet, dass die Ortsbezeichnung von einem Lampert abgeleitet und das Dorf viel älter ist. Für 1538 ist die Schreibweise Lampersdorf belegt. Es gehörte als Stiftsdorf zum Zisterzienserkloster Grüssau im Herzogtum Schweidnitz und wurde von diesem während der Amtszeit des Grüssauer Abtes Kaspar Albert (1578–1611) zusammen mit den drei weiteren in Böhmen gelegenen Stiftsdörfern Bernsdorf, Königshan und Potschendorf an die Herrschaft Schatzlar verkauft. Zusammen mit der Herrschaft Schatzlar gelangten Lampersdorf sowie die drei schon genannten Stiftsdörfer 1599 an die Herrschaft Trautenau. Diese verkaufte Lampersdorf sowie Bernsdorf, Königshan  und Potschendorf wiederum an das Kloster Grüssau. Der böhmische Landesherr Kaiser Rudolph II. bestätigte den Kaufvertrag mit der Auflage, dass diese Dorfschaften auch weiterhin bei Böhmen verbleiben sollen. 1617 verpachteten Abt und Konvent Lampersdorf zusammen mit den drei genannten Stiftsdörfern zu einem jährlichen Zins von 1000 Talern an Heinrich Kapler in Liebau. Doch die Bewohner dieser Dörfer wollten weiterhin beim Stift Grüssau verbleiben. Vermutlich deshalb wurden Lampersdort sowie Bernsdorf, Königshan und Potschendorf von den Aufständischen 1619 konfisziert. Nach der Schlacht am Weißen Berge wurden die früheren Stiftsdörfer wiederum dem Kloster Grüssau übergeben. Unter Abt Georg II. gelangte Bernsdorf 1622 an Jan Rudolf Trčka von Lípa, Erbherr auf Schatzlar. Nach dessen Tod 1635 wurden seine Güter vom Kaiser Leopold I. konfisziert. Die Herrschaft Schatzlar, mit der Lampersdorf verbunden blieb, schenkte der Kaiser 1636 den Wiener Jesuiten. Als Entschädigung für die vier böhmischen Stiftsdörfer gewährte der Kaiser dem Stift Grüssau 9000 Gulden.
Bis 1790 besuchten die Lampersdorfer Kinder die Schule in Bernsdorf. Anschließend wurden sie in Lampersdorf unterrichtet, wo 1818 ein erster Schulbau errichtet wurde, der 1878 durch einen Neubau ersetzt wurde. Wirtschaftliche Bedeutung erlangte ab den 1830er Jahren der Abbau von Steinkohle. Nach der Aufhebung der Patrimonialherrschaften gehörte Bernsdorf ab 1850 zum Gerichtsbezirk Schatzlar bzw. zum Bezirk Trautenau. Infolge des Münchner Abkommens wurde Lampersdorf 1938 dem Deutschen Reich angeschlossen und gehörte bis 1945 zum Landkreis Trautenau. Nach dem Zweiten Weltkrieg wurden die deutschen Bewohner vertrieben.

## Gemeindegliederung
Für die Gemeinde Lampertice sind keine weiteren Ortsteile ausgewiesen.

## Söhne und Töchter
- Erich Haberfelner (1902–1962), Geologe
- Horst Siegel (1934–2020), Architekt und Hochschullehrer